# Aschères-le-Marché
Aschères-le-Marché är en kommun i departementet Loiret i regionen Centre-Val de Loire strax norr Frankrikes mitt. Kommunen ligger i kantonen Outarville som tillhör arrondissementet Pithiviers. År 2022 hade Aschères-le-Marché 1 140 invånare.

## Befolkningsutveckling
Antalet invånare i kommunen Aschères-le-Marché
| Referens: INSEE |